# Kanton Saint-Étienne-Nord-Ouest-1
Kanton Saint-Étienne-Nord-Ouest-1 (francouzsky Canton de Saint-Étienne-Nord-Ouest-1) je francouzský kanton v departementu Loire v regionu Rhône-Alpes. Tvoří ho severozápadní část města Saint-Étienne a obec Villars.